# رجع بخفي حنين
رَجَعَ بِخُفَّيْ حُنَيْنٍ أو عاد بِخُفَّيْ حُنَيْنٍ، مثل عربي يضرب عند اليأس من إدراك الحاجة والرجوع بخيبة الأمل.

## قصة مضرب المثل
القصة هي أن رجلا كان يُدعى حُنين يعمل مصلحًا وصانعًا للأحذية في مدينة الحيرة بالعراق وكان مشهورًا بصناعته وإتقانه وخبرته بها، وفي يوم من الأيام مر أمام دكانه أعرابي يركب على بعير، فأناخ بعيره جوار الدكان ودخل إلى حُنينٍ يسأله وينظر للأحذية التي يصنعها ويدقق فيها، وقد أعجبه أحد هذه الأحذية فسأل عن السعر وبدأ بالجدال والمساومة حول السعر كأنه يريد أن يشتريه، وبعد طول جدال أخذ الكثير من وقت حُنين اتفق معه على سعر وإذا بالأعرابي يترك الدكان ولم يأخذ الحذاء ولم يشتريه ولم يُعِر حُنين أي اهتمام، فسبب هذا التصرف لحُنين الغضب لأن هذا الأعرابي أخذ منه الكثير من الوقت وعطّله عن عمله وعن زبائنه الذي رأوه منشغلًا به عنهم فانصرفوا عنه، فخسر زبائن اليوم ولم يبع حُنين شيء؛ لذلك أراد أن ينتقم من تصرف الأعرابي وأن يفرّغ غضبه بطريقة انتقاميّة، فراح يلحق به وسلك طريقًا جانبيًا أسرع من الطريق الذي سلكه الأعرابي فأصبح أمامه بمسافةٍ، وأخذ الخُفين ووضع أحدهما على الطريق، وعلى بعد مسافة كافية منه وضع الحذاء الثاني واختبأ في مكانٍ يراقب منه الأعرابي عندما يصل لهذه المنطقة. وعندما وصل الأعرابي ووجد الحذاء، قال ما أشبهه بخفي حُنين، لكن هذا حذاء واحد فلو كان الثاني معه لأخذته، فتركه وسار في طريقه، وبعد مسافةٍ وجد الحذاء الثاني، وقال كأنه هذا وذاك خفي حُنين، فأخذ الثانية ورجع للأولى كي يلتقطها، وترك دابته مكان الحذاء الثاني ، وهنا كان حُنين يتربّص به فلما ترك دابته ورجع للحذاء الأول، أخذ حنين دابته وهرب بها، وعندما عاد الأعرابي لمكان الدابة لم يجدها وعاد إلى أهله فارغ اليدين وقد كان عائدًا من السفر محملًا بالأغراض والهدايا، فاستغرب أهل الحي عودته راجلا, ولما علموا بما حل به, قال أحدهم: عاد بخفي حنين, فذهب قوله مثلا.

## متى يضرب هذا المثل
قال الميداني: يضرب عند اليأس من الحاجة والرجوع بالخيبة.